# Donji Brgat
Donji Brgat falu Horvátországban, Dubrovnik-Neretva megyében. Közigazgatásilag Župa dubrovačka községhez tartozik. 

## Fekvése
A Dubrovnik városától légvonalban 6, közúton 8 km-re keletre, községközpontjától légvonalban 3, közúton 6 km-re északnyugatra, az Adria-parti főútról a bosznia-hercegovinai Trebinjébe menő főúttól keletre, Gornji Brgat és Grbavac között fekszik. 

## Története
A régészeti leletek tanúsága szerint területe már az ókorban lakott volt. A legrégibb itt élt ismert nép az illírek egyik harcias törzse, az ardiaták voltak, akik az i. e. 4. századból hagyták itt nyomaikat. A magaslatokon épített erődített településeken éltek és kőből emelt halomsírokba temetkeztek. A stratégiai helyeken épített erődökből a nyoma máig fennmaradt  a Kovačevica nevű magaslaton épített illír várnak. Alatta halomsír is található. A rómaiak hosszú harcok után végül i. e. 135-ben verték le az ardiatákat. Közigazgatási központjuk innen délkeletre, a mai Donji Obod területén fekvő Epidaurum városa volt. Ebből a korból nem maradt fenn jelentősebb emlék a falu területén. A Nyugatrómai Birodalom bukása után a keleti gótok özönlötték el a térséget, őket 537-től 1205-ig kisebb megszakításokkal a bizánciak követték. 
A 7. században avarok és a kíséretükben érkezett szlávok, a mai horvátok ősei árasztották el a területet. A várakat lerombolták és az ellenálló lakosságot leöldösték. Így semmisült meg a mindaddig fennálló Epidaurum. A túlélő lakosság előbb Župára, majd Raguzába menekült. Brgat területe a 13. században már bizonyosan lakott volt. 13. századi eredetűnek tartják a rajčevići Szent János templomot, a 14. század első felében pedig felépült a Szent Borbála templom és akkor még Szent Péter titulussal a Szent Anna templom is, melyeket 1328-ban, illetve 1366-ban említenek először. 1441-ben 25 raguzai család települt Gornji Brgatra elsősorban az itteni raguzai birtokok és a kereskedelmi út védelmére, mivel ez a terület nagyon közel feküdt az akkori raguzai határhoz. Raguzából ugyanis Dubacon, Brgaton és Ivanicán át karavánút vezetett, mely elősegítette a város fejlődését egyúttal azonban fenyegetést is jelentett, mert az ellenség is könnyebben juthatott el a város falaihoz. Ezért a raguzaiak 1441-ben a mai Gornji Brgatnát felépítették Tomba erődjét, melynek maradványai ma is láthatók. A védelmi rendszer része volt az az őrtorony is, melynek maradványai a falu határában találhatók. A századok során a térséget többször támadták a hívatlan hadak kifosztva a környező falvakat, azért szükséges volt a határ mentén kellő számú határőrséget fenntartani. Ez biztosította a település állandó lakosságát.  
A lakosság 1806-ban sokat szenvedett a montenegrói és orosz hadak pusztításától, akik sok házat, épületet, nyaralót és több templomot kifosztottak és leromboltak. Az ostromló hadakat a franciák kényszerítették visszavonulásra. A Raguzai Köztársaság bukása után 1806-ban Dalmáciával együtt ez a térség is a köztársaságot legyőző franciák uralma alá került, de Napóleon bukása után 1815-ben a berlini kongresszus Dalmáciával együtt a Habsburgoknak ítélte. 1857-ben 243, 1910-ben 195 lakosa volt. 1918-ban az új szerb-horvát-szlovén állam, majd később Jugoszlávia része lett. A délszláv háború idején 1991 október 24-én a jugoszláv hadsereg és a szerb szabadcsapatok foglalták el a települést, melyet kifosztottak és felégettek. A lakosság a közeli Dubrovnikba menekült és csak 1992 tavaszán térhetett vissza. A háború után rögtön megindult az újjáépítés, mely 15 évig tartott. 2011-ben 152 lakosa volt, akik főként turizmussal és mezőgazdasággal foglalkoztak.

## Népesség
| Lakosság változása | Lakosság változása | Lakosság változása | Lakosság változása | Lakosság változása | Lakosság változása | Lakosság változása | Lakosság változása | Lakosság változása | Lakosság változása | Lakosság változása | Lakosság változása | Lakosság változása | Lakosság változása | Lakosság változása | Lakosság változása |
| ------------------ | ------------------ | ------------------ | ------------------ | ------------------ | ------------------ | ------------------ | ------------------ | ------------------ | ------------------ | ------------------ | ------------------ | ------------------ | ------------------ | ------------------ | ------------------ |
| 1857               | 1869               | 1880               | 1890               | 1900               | 1910               | 1921               | 1931               | 1948               | 1953               | 1961               | 1971               | 1981               | 1991               | 2001               | 2011               |
| 243                | 206                | 208                | 230                | 202                | 195                | 160                | 163                | 172                | 160                | 128                | 147                | 160                | 130                | 154                | 152                |

## Nevezetességei
- Kovačevica ókori várának maradványai

- Ókori halomsír a várromok alatt

- Őrtorony maradványai